# 九重神社
九重神社（ここのえじんじゃ）は、埼玉県川口市の神社。

## 歴史
享保年間（1716年 - 1736年）に創建された。密蔵院の法印栄尊が氷川神社より分霊を勧請したという。そのため密蔵院が別当寺であった。
明治初期の神仏分離がされるまで、内陣には十一面観音が安置されていた。
1873年（明治6年）、近代社格制度に基づく「村社」に列せられ、1907年（明治40年）の神社合祀により、周辺の32神社が合祀された。この32社のうち村社は9社あった。村社が九社重なった神社ということから、「氷川神社」から「九重神社」に改称した。
戦後、人心が荒廃し、当社は浮浪者の巣窟と化してしまった。そして1948年（昭和23年）に浮浪者の失火で焼失した。これを機に氏子は敬神の心を取り戻し、3年後の1951年（昭和26年）に再建した。

## 交通アクセス
- 路線バス峯八幡宮停留所より徒歩10分。